# Registro nacional de estrangeiros
O Registro Nacional de Estrangeiros (RNE) é o documento de identificação que, no Brasil, atesta a identidade de indivíduos estrangeiros com residência temporária ou permanente em território nacional ou seus municípios fronteiriços. Em novembro de 2017, o documento passou a contar com um novo modelo renomeado como Carteira de Registro Nacional Migratório (CRNM).

## História
Este documento pessoal foi durante muitas décadas conhecido como modelo 19. Aos cidadãos portugueses amparados pelo Estatuto de Igualdade emite-se uma cédula de identidade igual à dos cidadãos brasileiros.
O registro nacional dos estrangeiros residentes no Brasil foi instituído durante o Estado Novo mediante o Decreto-Lei nº. 406 de 4 de maio de 1938 do presidente Getúlio Vargas, regulado posteriormente pelos artigos de 130 a 164 do Decreto nº. 3 010 de 20 de agosto de 1938.
A determinação do Estado Novo obrigava que todos indivíduos que não possuíssem a nacionalidade brasileira deveriam registrar-se nos órgãos policiais do lugar de residência. Estavam isentos deste registro os estrangeiros com mais de sessenta anos de idade à data do decreto. A quase totalidade dos prontuários criados com o registro dos estrangeiros até o início da década de 1980 encontra-se hoje no Arquivo Nacional no Rio de Janeiro e estão abertos à consulta pública, excetuando-se alguns casos especiais.
Hoje, o registro de estrangeiros e a emissão de seus respectivos documentos de identificação são de responsabilidade da Polícia Federal.
A Portaria do Ministério da Justiça Nº 1 956, de 1º de dezembro de 2015, estabelece a gratuidade do registro nacional de estrangeiro e da emissão das vias da cédula de identidade de estrangeiro, quando requeridos por refugiados e asilados reconhecidos pelo Governo Brasileiro.
Em Portugal, o documento equivalente recebe o nome de título de residência, e em Moçambique, o equivalente chama-se documento de identificação e residência de estrangeiros (DIRE).
Em novembro de 2017, o documento passou a contar com um novo modelo renomeado como Carteira de Registro Nacional Migratório (CRNM), destinada para os seguintes casos:
- Registro de imigrante detentor de visto temporário;
- Autorização de residência deferida (decisão publicada em Diário Oficial da União - DOU);
- Refugiado, Apátrida ou de Asilado, já reconhecidos pelos órgãos competentes.

## Emissão
A emissão da hoje Carteira de Registro Nacional Migratório, a CRNM (ou Documento Provisório de Registro Nacional Migratório, o DPRNM, em caso de solicitação de asilo ou refúgio), é condicionada à apresentação de:
- Documento de viagem válido, na grande maioria dos casos, original e fotocópia das páginas utilizadas do Passaporte (dos nacionais de países-membros do Mercosul, também admite-se Carteira de Identidade[21]), as quais poderão ser autenticadas em Cartório ou por funcionário da Polícia Federal;
- Visto consular obtido e formulário original de sua solicitação ou, se solicitada a autorização de residência em território nacional, uma cópia do Diário Oficial da União no qual esta tenha sido publicada no âmbito do Ministério da Justiça e Segurança Pública;
- Em casos excepcionais, duas fotos 3X4 recentes, coloridas e de fundo branco;
- Pagamento das taxas normativamente previstas, salvo quando financeiramente hipossuficiente e/ou solicitante de asilo ou refúgio.

A maior parte da documentação normativamente prevista pode variar a depender do tipo de visto obtido, sendo dispensável em caso de solicitação de asilo ou refúgio. Para residentes fronteiriços (assim compreendidos aqueles residentes em municípios fronteiriços ao Brasil que desejam, por exemplo, estudar ou trabalhar em território nacional sem nele residir), solicita-se uma Certidão de Antecedentes Criminais expedida pelo Departamento Policial de seu país de nacionalidade. Já aquele cuja condição de apátrida ou refugiado tenha sido reconhecida pelo MJSP depois de ouvido o Comitê Nacional para os Refugiados (CONARE) deve apresentar o comunicado enviado ao próprio via E-Mail ou o ato normativo publicado no Diário Oficial da União com prova dessa condição para trocar seu DPRNM anteriormente expedido pela CRNM. Os dados biográficos e biométricos do cidadão são coletados em Postos de Emissão de Passaportes e algumas das Superintendências Regionais da Polícia Federal.

## Conteúdo

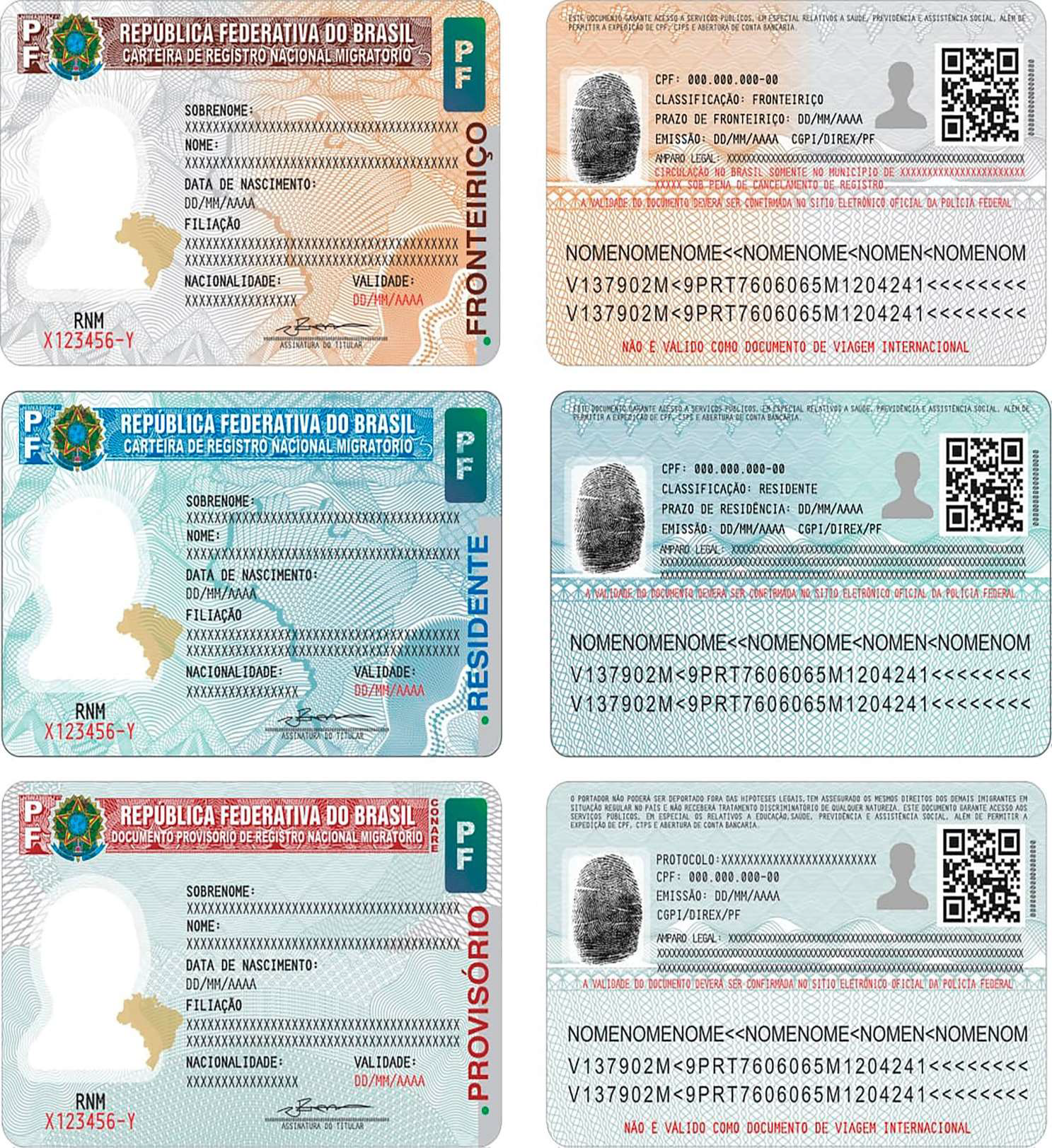
Versões do novo modelo da CRNM

### Frente
- Foto 3X4 do titular;
- Número do Registro Nacional Migratório;
- Classificação (fronteiriço, provisório ou residente);
- Sobrenome;
- Nome;
- Filiação;
- Nacionalidade;
- Validade (DD/MM/AAAA);
- Assinatura do titular.

### Verso
- CPF;
- Prazo de residência (DD/MM/AAAA), quando houver;
- Emissão (DD/MM/AAAA);
- Órgão emissor (CGPI/DIREX/PF);
- Impressão digital do polegar direito;
- Amparo legal;
- Código QR;
- Código MRZ.